# Daidat
Daidat (en árabe: الدعيدعات‎, en francés: Daïdaat) es una localidad marroquí perteneciente al municipio de Buhalal, en la región de Tánger-Tetuán-Alhucemas. Desde 1912 hasta 1956 perteneció a la zona norte del Protectorado español de Marruecos.